# Duell La Frette–Chalais
Im Jahr 1663 fand in Paris das Duell des Marquis de La Frette und des Prince de Chalais mit sechs weiteren Kombattanten statt, bei dem ein Teilnehmer zu Tode kam und drei weitere verletzt wurden. Die Überlebenden flohen ins Exil, ihre Karrieren waren beendet und der Quellenlage nach hat keiner von ihnen danach noch geheiratet oder Kinder bekommen.

## Beteiligte
An dem Duell waren beteiligt:
Auf der einen Seite:
- Gaston-Jean-Baptiste de Gruel, Marquis de La Frette, Sohn von Pierre de Gruel, Seigneur de La Frette, und Barbe Servien[2]
- Nicolas de Gruel, Marquis de Warty et d’Amilly, dessen Halbbruder, unehelicher Sohn von Pierre de Gruel[2]
- Pierre de Beauvilliers, dit le Chevalier de Saint-Aignan, Sohn von François Honorat de Beauvilliers, Comte und 1663 1. Duc de Saint-Aignan, und Antoinette Servien, ein Vetter Gaston de Gruels
- François de Grossolles, Marquis de Flamarens, Sohn von Antoine Agésilas de Grossolles, Marquis de Flamarens, und Françoise Le Hardy de la Trousse[3]

Auf der anderen Seite:
- Adrien Blaise de Talleyrand, seit 1644 Prince de Chalais, Marquis d’Exciseuil, * 26. April 1638, Sohn von Charles II. de Talleyrand, Prince de Chalais, und Charlotte de Pompadour; ⚭ 1659 Marie-Anne de La Trémoille, * 1642, Tochter von Louis II. de La Trémoille-Noirmoutier, Pair de France, und Julie Renée Aubery[4]
- Louis Alexandre de la Trémoille, dit le Marquis de Noirmoutier, * 1642, Sohn von Louis V. de La Trémoille, Duc de Noirmoutier, Pair de France, und Julie Renée Aubery, Schwager Talleyrands
- Henri de Pardaillan de Gondrin, Marquis d’Antin, Sohn von Roger Hector de Pardaillan de Gondrin, Marquis d’Antin, und Marie Christine Zamet[5]
- Tanneguy de Hangest, Vicomte d’Argenlieu, 1641 als Page in der Grande Écurie du Roi bezeugt, Sohn von Louis de Hangest, Vicomte d’Argenlieu, und Marie Lallemant[5]

## Hintergrund
Ludwig XIV. hatte bei seiner Vereidigung als erster König auf das Duellverbot geschworen, das sein Vater 1626 erlassen hatte und dessen Übertretung mit Hinrichtung bedroht war. Aber erst nach Jules Mazarins Tod 1661 hatte Ludwig XIV. wirklich die Macht übernommen. Im September desselben Jahres hatte er Nicolas Fouquet verhaften lassen, der sich beim Bau von Vaux-le-Vicomte aus der Staatskasse bedient hatte, und es wurde deutlich, dass er auf grobe Verstöße auch anderer gesetzlicher Regelungen ähnlich hart reagieren würde. Und insbesondere das beim Adel beliebte Duellieren war zur Provokation und damit zum Risiko geworden.

## Das Duell
Der älteste schriftliche Bericht über das Duell zwischen dem Marquis de La Frette und dem Prince de Chalais stammt von Gatien de Courtilz de Sandras, der 1688 in seinen Mémoires de M.L.C.D.R. die Erinnerungen eines erfundenen Monsieur le Comte de Rochefort publizierte, bei denen es sich eine Mischung aus Fakten und Fiktion handelt, die oft nicht zu trennen sind, aber in Teilen ernst genommen wurden und werden. Seine Kernaussagen zum Duell werden seit jeher verwandt und die Vorgänge selbst sind im kollektiven Gedächtnis Frankreichs tief verankert.
Am Anfang seines Bericht steht eine (fiktiven) Begegnung des Ich-Erzählers mit dem Marquis de La Frette zwei oder drei Wochen vor dem Duell Vier gegen Vier, die mit Provokationen La Frettes beginnt und in das angestrebte Duell mündet, das Drei gegen Drei ausgetragen wird, glimpflich ausgeht und auch unter der Decke gehalten werden kann; in dieser Passage wird der Charakter La Frettes als der eines unreifen Raufbolds beschrieben, dem es nur auf den nächsten Zweikampf ankommt, und der sich von seinen Freunden aus dem gelangweilten Hofadel nur darin unterscheidet, dass er die treibende Kraft ist.
Der weitere Bericht ist fast durchgehend der eines Außenstehenden: Zwei oder drei Wochen später fand im Palais Royal ein Ball statt. Beim Verlassen des Palais nach dem Ende des Balls traf La Frette auf Herrn de Chalais, auf den er wegen einer Mätresse böse war. Es gab eine Rempelei, eine abfällige Bemerkung folgte, und lediglich die Tatsache, dass man auf einem Ball unbewaffnet war, verhinderte, dass es schon hier zum Kampf kam. Draußen wurde dann ein Duell Drei gegen Drei für den nächsten Morgen vereinbart. Ludwig XIV. erfuhr von dieser Verabredung und schickte den Chevalier de Saint-Aignan, um La Frette das Duell zu untersagen und anzudrohen, ihm bei Zuwiderhandlung „den Hals abzuschneiden“. La Frette erwiderte, dass er aus Loyalität zu seinen Freunden ein einmal angesetztes Duell nicht absagen könne, für das man nur noch den Tagesanbruch abwarte, und fügte hinzu, dass es für Saint-Aignan besser sei „er selbst zu sein“, sich ihnen also anzuschließen. Er werde schnell einen Duellpartner für sich finden. Obwohl der Chevalier im Auftrag des Königs unterwegs war, ging er auf La Frettes Vorschlag ein.
Das Duell war für den Marquis d’Antin tödlich, die drei anderen seiner Gruppe trugen nur Verletzungen davon, den Sieg errangen die Männer um La Frette unverletzt. Wegen des Toten ließ sich dieses Duell auch nicht mehr verheimlichen. Es griff nun das strenge Gesetz, auf das Ludwig XIV. geschworen hatte, und das vorsah, alle Beteiligten als Mörder zur Rechenschaft zu ziehen. Der König war wütend, besonders auf den Chevalier de Saint-Aignan, der in seinem Auftrag war und die Seiten gewechselt hatte. „Indem der König ihnen ihre Ämter entzog, ermutigte er demonstrativ seine Justiz zur Verfolgung...“
Den Teilnehmern war klar, dass sie für einige Zeit das Land verlassen mussten, und zwar unerkannt, da der König Befehl gegeben hatte, die Stadttore und Landesgrenzen zu bewachen und die Flüchtigen zu verhaften. Es „fiel sehr schnell ein Todesurteil, das nur deshalb nicht vollstreckt wurde, weil alle sieben Überlebenden sich längst in Ausland abgesetzt hatten.“ „Der Chevalier de Saint-Aignan wurde von niemandem bemitleidet, jeder fand, dass er besser dran sei, als er verdient habe. Die Herren La Frette erregten auch nicht viel Mitleid, da sie sich immer so streitsüchtig gezeigt hatten, dass man sie nur mit bissigen Pferden vergleichen konnte, die andere im Stall nicht dulden wollen.“ Den übrigen fünf war man in Paris bereit zu verzeihen, und wünschte, der König würde weniger Härte zeigen.

## Das Schicksal der Duellanten
Als Männer des Hochadels hatten sie hochmütig damit gerechnet, eine Zeit des Exils zu überstehen, während die Familien am Hof den Prozess der Rehabilitierung in Gang setzen würden. Aber Ludwig wollte das Spiel nicht mitmachen. Die Verbannung war also endgültig.
- Der Herzog von Saint-Aignan sagte sich von seinem Sohn los, weil „die Schuld seines Sohnes von der Natur war, um niemals Vergebung zu erlangen: wenn er wüsste, wo er war, würde er der erste sein, ihn zu verraten, um ihm den Prozess zu machen“.[12] Der Chevalier de Saint-Aignan starb im folgenden Jahr im 4. Österreichischen Türkenkrieg.[13]
- Chalais-Talleyrand versteckte sich erst auf den Gütern der Familie in der Saintonge, floh dann aber nach Spanien und trat für den Kampf gegen Portugal in den Dienst der Habsburger. Am 17. Juni 1665 nahm er an der Schlacht von Montes Claros bei Vila Viçosa teil, die zu einer vernichtenden Niederlage für die Spanier wurde und deren Versuche beendete, Portugal zu erobern. Chalais wurde durch zwei Säbelhiebe an den Kopf schwer verletzt und geriet in Gefangenschaft.[6] Er starb, nachdem nach seiner Befreiung nach dem Friedensschluss und teilweisen Genesung seine Frau aus Frankreich noch zu ihm gestoßen war,[6] am 16. August 1670 mittellos in Mestre bei Venedig.[14]
- Noirmoutier kämpfte in der gleichen Schlacht auf portugiesischer Seite unter Friedrich von Schomberg[6]; er fiel im März 1667[15], also vor dem Ende des Restaurationskriegs.
- Flamarens floh nach England, wo er zuvor den Schutz Karls II. genossen hatte, dann nach Spanien, wo er von einer mageren Pension von 2000 Écu lebte und 1706 in Burgos starb.[13]
- Das Schicksal Argenlieus ist unbekannt, er trat nach seiner Flucht nicht mehr in Erscheinung.

Die Halbbrüder Gruel (La Frette und Warty) waren nach Rom geflohen. Ihre Familie wagte es zwar auch nicht, den König zu ihren Gunsten anzusprechen, nutzte aber sonst alle Möglichkeiten, die ihr zur Verfügung standen, wobei ein Weg besonders vielversprechend war: Charles d’Albert d’Ailly, der Herzog von Chaulnes war mit Elisabeth Le Féron verheiratet, die nicht nur die Halbschwester La Frettes war – beide hatten mit Barbe Servien die gleiche Mutter – sondern auch dessen Stiefmutter – Elisabeth Le Féron hatte nach dem Tod ihrer Mutter eine kurze Ehe mit dem Witwer und Vater La Frettes geführt. Als nun der Herzog von Chaulnes außerordentlicher Gesandter Frankreichs beim Heiligen Stuhl sowohl beim Konklave 1667 als auch beim Konklave 1669–1670 war, bei denen die Päpste Clemens IX. bzw. Clemens X. gewählt wurden, und an deren Wahl er großen Anteil hatte, sah Elisabeth ihre Chance gekommen, wenn auch erst 1670 bei Clemens X.
Courtilz schreibt: „Die Herzogin von Chaulnes zwang ihren Mann, der Botschafter in Rom war, mit dem Papst darüber zu sprechen, und obwohl der Heilige Vater in dieser Hinsicht der Unerbittlichkeit des Königs zustimmen musste, konnte er nicht anders, als ihm Hilfe in dieser Angelegenheit zu versprechen“ – zumal „der Papst die Macht hatte, den König von seinem Eid zu befreien“, den er in Bezug auf Duelle geleistet hatte. Die diplomatischen Kanäle wurden genutzt, der König lehnte ab, ohne den Papst vor den Kopf zu stoßen, und der gab sich damit zufrieden, zumal die Entscheidung in seinem Sinne war.
Anders erinnert sich der Herzog von Saint-Simon: ihm zufolge versprach der König dem Papst, sie nach Frankreich zurückkehren zu lassen. Sie sollten frei in Paris leben und über ihr Eigentums verfügen dürfen, aber unter anderem Namen. Sie kehrten also zurück und wurden überall mit ihrem Namen angekündigt und gerufen, trugen allerdings keine Livree und keine Waffen und wurden an keinem öffentlichen Ort gesehen. Man schrieb ihnen überall an ihre Adresse und unter ihrem Namen, auch in Paris. Sie lebten unter dem stillschweigenden Schutz des Königs, der der Form halber vorgab, sie nicht zu kennen.
Des Weiteren erinnert sich Saint-Simon: „Dann gab es aber eine Affäre, bei der Flamarin, der Premier Maître d’Hôtel von Monsieur, benötigt wurde, so dass man das ganze Palais Royal absuchte, um ihn zu finden. Monsieur beklagte sich beim König über diese Respektlosigkeit ihm gegenüber und fügte fröhlich hinzu, dass ihn diese Suche beleidige, wo doch die La Frette (d. h. La Frette und sein Halbbruder), die seit mehreren Jahren in Paris seien, nie darauf angesprochen wurden, und die überall mit offenem Gesicht verkehrten. Der König antwortete ernst, dass dies nicht sein könne und als Monsieur darauf bestand, versicherte er ihm, dass man ihn informieren würde und sie innerhalb von 24 Stunden verhaftet würden, wenn sie in Paris wären. Zur gleichen Zeit warnte er sie, zwei oder drei Tage lang auszugehen, danach könnten sie zu ihrem Alltag zurückkehren, und befahl, überall in Paris nach ihnen zu suchen. Es lag bei Monsieur zu sehen, dass der König sich ein wenig über ihn lustig gemacht hatte und ihm dies offensichtliche Befriedigung schenkte.“
Carrol schreibt, dass Ludwig XIV., als er 1683 hörte, dass die beiden La Frettes aus dem Exil zurückgekehrt seien, den Gouverneur und Intendanten von Guyenne anwies, die Verbrecher zu verfolgen, und drohte mit Maßnahmen gegen ihn, falls er dies unterließe.
Diese drei Aussagen skizzieren die Rückkehr der beiden, lassen aber Fragen im Detail offen, auch was die Länge des Zeitraums zwischen 1670 und 1683 betrifft.
Der ältere La Frette starb lange vor dem Jüngeren. Beide waren unverheiratet, der jüngere erreichte ein hohes Alter. Auch hier sind Jahreszahlen nicht bekannt.